# Музеј рударства у Милићима
Музеј рударства у Милићима је музејска институција Милића основана 2009. године поводом педесетогодишњице постојања и рада компаније „Боксит”, основане 1959. године, у Дому рудара, заједно са комерцијално–туристичким објектом Рајков торањ. У Музеју рударства су изложени документи који се тичу настанка компаније, организационе структуре, као и више стотина других докумената доступних посетиоцима путем видео архиве, разноврсна признања, док је на екранима могуће пратити и неке процесе који се одвијају у „Бокситу”. Најпосећенији део поставке чине узорци минералних сировина, средства рада и заштитна средства коришћена у производним процесима током првих педесет година постојања. У изложбеној поставци Музеја рударства се налази и електро–хидраулични багер, тежак више од три стотине тона и представља једну је од највећих рударских машина које је „Боксит” поседовао. Компанија „Боксит” се сматра једном од најзначајнијих рударских компанија у Републици Српској, што потврђује и манифестацији „Избор најуспешнијих у привреди Републике Српске за 2008. годину” на којој је проглашен за „Најуспешније предузеће у Републици Српској”.